# Campeonato Sudamericano de Clubes de Futsal
El Campeonato Sudamericano de Clubes Fútbol de Salón es una competición internacional de futsal disputada por los mejores clubes del subcontinente de América del Sur. Es organizado y orientado por la Confederación Sudamericana de Futsal (CSFS) bajo la jurisdicción de la Asociación Mundial de Futsal (AMF). La competición tuvo el nombre de Campeonato Panamericano de Clubes de Futsal entre 2000 y 2012, época en la que organizado por la PANAFUTSAL se realiza desde 1970 con periodicidad primero bienal y luego anual. En los últimos años, el torneo había tomado más importancia por el gran nivel del futsal que hay en América.
En el año 2013 regresó a la Confederación Sudamericana de Futsal (CSFS) como Sudamericano nuevamente. En el año 2014 la empresa de telecomunicaciones Claro, a través de su filial Claro Sports, patrocina el torneo llamándolo Copa de las Américas, con un formato similar al de la Copa Libertadores de Futsal de la Conmebol. Se dividen los equipos participantes en dos zonas: Zona Norte y Zona Sur; cada torneo de zona se juega en sedes y fechas previamente definidas por la CSFS y los ganadores de cada zona juegan entre sí partidos de ida y vuelta, definiendo así al ganador del torneo y representante continental para el Mundial de Clubes.
Desde el 2015 se juega la Copa de las Américas en sede única, sumándose el segundo de cada zona en el torneo, y en los dos años siguientes no se jugó el torneo de la Zona Norte por falta de países competidores; en su lugar, dos equipos de Colombia (que tiene liga profesional) participaron enfrentando al Campeón y subcampeón de la Zona Sur (conformada por equipos de Paraguay, Brasil, Argentina y Uruguay, agregándosen años después Bolivia y Chile). En el año 2018, el torneo de la Zona Norte regresa para jugarse en el mes de abril en Ecuador, clasificatorio para la Copa de las Américas en el mes siguiente en Colombia.

## Campeonatos (1970-2012)
Historial de campeones del sudamericano de clubes.
Durante la primera etapa del certamen (1970-1999) la competencia se denominó Campeonato Sudamericano de Clubes y fue integralmente organizado por la Confederación Sudamericana de Futsal (CSFS) conjuntamente con la Federación Internacional de Fútbol de Salón.
Entre los años 2000 y 2012 el torneo se amplió a clubes del norte del continente, pasando a ser denominado Campeonato Panamericano de Clubes. De esta manera, su organización pasó a la estructura de la Confederación Panamericana de Futsal (PANAFUTSAL), conjuntamente con la FIFUSA entre 2000 y 2002, cuando en diciembre de este último año se fundó la Asociación Mundial de Futsal y la realización del certamen recayó en esta nueva entidad.
| Año                                                             | Edición                                              | Sede                                                 | Campeón                                              | Final Resultado                                      | Subcampeón                                           | Tercer lugar                                         | Resultado                                            | Cuarto lugar                                         |
| Campeonato Sudamericano de Clubes de Fútbol de Salón            | Campeonato Sudamericano de Clubes de Fútbol de Salón | Campeonato Sudamericano de Clubes de Fútbol de Salón | Campeonato Sudamericano de Clubes de Fútbol de Salón | Campeonato Sudamericano de Clubes de Fútbol de Salón | Campeonato Sudamericano de Clubes de Fútbol de Salón | Campeonato Sudamericano de Clubes de Fútbol de Salón | Campeonato Sudamericano de Clubes de Fútbol de Salón | Campeonato Sudamericano de Clubes de Fútbol de Salón |
| --------------------------------------------------------------- | ---------------------------------------------------- | ---------------------------------------------------- | ---------------------------------------------------- | ---------------------------------------------------- | ---------------------------------------------------- | ---------------------------------------------------- | ---------------------------------------------------- | ---------------------------------------------------- |
| 1970                                                            | I                                                    | Asunción                                             | Palmeiras                                            |                                                      |                                                      |                                                      |                                                      |                                                      |
| 1972                                                            | II                                                   | Montevideo                                           | Palmeiras                                            |                                                      |                                                      |                                                      |                                                      |                                                      |
| 1974                                                            | III                                                  | Asunción                                             | Star’s Club                                          | 2-0                                                  | Platense                                             |                                                      |                                                      |                                                      |
| 1976                                                            | IV                                                   | Fortaleza                                            | Sumov Atlético Clube                                 |                                                      |                                                      |                                                      |                                                      |                                                      |
| 1980                                                            | V                                                    | Artigas                                              | Sumov Atlético Clube                                 |                                                      |                                                      |                                                      |                                                      |                                                      |
| 1982                                                            | VI                                                   | Pedro Juan Caballero                                 | San Alfonso                                          | Ronda final                                          | Amambay                                              | Sumov Atlético Clube                                 | Ronda final                                          |                                                      |
| 1984                                                            | VII                                                  | Artigas                                              | Bradesco Irecê                                       |                                                      |                                                      |                                                      |                                                      |                                                      |
| 1985                                                            | VIII                                                 | Río de Janeiro                                       | Bradesco Irecê                                       |                                                      |                                                      |                                                      |                                                      |                                                      |
| 1986                                                            | IX                                                   | Río de Janeiro                                       | Bradesco Irecê                                       |                                                      |                                                      |                                                      |                                                      |                                                      |
| 1987                                                            | X                                                    | Florida                                              | Perdigao Jupará                                      |                                                      |                                                      |                                                      |                                                      |                                                      |
| 1988                                                            | XI                                                   | Blumenau                                             | Perdigao Jupará                                      |                                                      |                                                      |                                                      |                                                      |                                                      |
| 1989                                                            | XII                                                  | Rosario                                              | Perdigao Jupará                                      |                                                      |                                                      |                                                      |                                                      |                                                      |
| 1990                                                            | XIII                                                 | Videira                                              | Perdigao Jupará                                      |                                                      |                                                      |                                                      |                                                      |                                                      |
| 1991                                                            | XIV                                                  | Santa Cruz                                           | Club Sport Colonial                                  | -                                                    | Instituto Provincial de la Vivienda                  |                                                      | -                                                    |                                                      |
| 1992                                                            | XV                                                   | Mauá                                                 | Club Sport Colonial                                  |                                                      |                                                      |                                                      |                                                      |                                                      |
| 1993                                                            | XVI                                                  | Colonia                                              | Club Sport Colonial                                  | -                                                    |                                                      | Otaza Futsal                                         | -                                                    |                                                      |
| 1994                                                            | XVII                                                 | Asunción                                             | General Garay                                        |                                                      |                                                      |                                                      |                                                      |                                                      |
| 1995                                                            | XVIII                                                | Sucre                                                | General Garay                                        | Ronda única (4-2)                                    | Jerusalem                                            | San Martín                                           | Ronda única                                          | Deportivo Colón                                      |
| 1996                                                            | XIV                                                  | Montevideo                                           | Nacional                                             | 4-1                                                  | San Antonio                                          | I.I.A.S.A Caterpillar                                | -                                                    | General Garay                                        |
| 1997                                                            | XX                                                   | Pedro Juan Caballero                                 | Rubio Ñu                                             | 0-4                                                  | Switf Topper                                         |                                                      | -                                                    |                                                      |
| 1998                                                            | XXI                                                  | Santa Cruz                                           | Rubio Ñu                                             | 3-2                                                  | Deportbello                                          |                                                      | -                                                    |                                                      |
| 1999                                                            | XXII                                                 | Pedro Juan Caballero                                 | Rubio Ñu                                             | 8-3                                                  | Sport Colonial                                       |                                                      | -                                                    |                                                      |
| Campeonato Panamericano de Clubes de Fútbol de Salón            |                                                      |                                                      |                                                      |                                                      |                                                      |                                                      |                                                      |                                                      |
| 2000                                                            | XXIII                                                | Quito                                                | Rubio Ñu                                             | 6-1                                                  | Cereales del Este (CRE)                              | Universidad Nacional de Cuyo                         | 4-2 (t.s.)                                           | General Eloy Alfaro                                  |
| 2001                                                            | XXIV                                                 | Asunción                                             | Rubio Ñu                                             | 5-3                                                  | Club Sport Colonial                                  |                                                      | -                                                    |                                                      |
| 2002                                                            | XXV                                                  | Mercedes                                             | Rubio Ñu                                             | 7-1                                                  | Los Abstemios                                        | Sporting 99 Neiva                                    | 6-1                                                  | Pirañas de Guayana                                   |
| 2003                                                            | XXVI                                                 | Posadas Encarnación                                  | Rubio Ñu                                             | 8-5                                                  | Olimpia                                              | Club Mutual Crucero del Norte                        | 5-4                                                  | AACN Parecis                                         |
| Campeonato Panamericano de Clubes de Fútbol de Salón - Zona Sur |                                                      |                                                      |                                                      |                                                      |                                                      |                                                      |                                                      |                                                      |
| 2004                                                            | XXVII                                                | Junín (Mendoza)                                      | Universidad Nacional de Rosario                      | Ronda única                                          | Asociación Ucraniana                                 | Club Simón Bolívar                                   | Ronda única (6-2)                                    | Mendoza de Regatas                                   |
| 2005                                                            | XXVIII                                               | Pando                                                | Club Simón Bolívar                                   | 7-1                                                  | Cooperativa Rural de Electrificación                 | Universidad Nacional de Rosario                      | -                                                    | Mendoza de Regatas                                   |
| 2006                                                            | XXIX                                                 | Rosario                                              | Cooperativa Rural de Electrificación                 | 8-6 (t.s.)                                           | Fomento de Barrio Obrero                             | Club Simón Bolívar                                   | 6-3                                                  | Laboratorio Químico VHSR                             |
| 2007                                                            | XXX                                                  | Comodoro Rivadavia                                   | Casino Club                                          | Ronda única                                          | Club Gomería Los Amigos                              | Club Simón Bolívar                                   | Ronda única                                          | Estrella Federal o Club Solis                        |
| 2008                                                            | –                                                    | No se disputó.                                       | No se disputó.                                       | No se disputó.                                       | No se disputó.                                       | No se disputó.                                       | No se disputó.                                       | No se disputó.                                       |
| 2009                                                            | XXXI                                                 | Caaguazú                                             | Club Gomería Los Amigos                              | 4-2                                                  | Club Simón Bolívar                                   | Casino Club                                          | 2-1                                                  | Clear Futsal                                         |
| 2010                                                            | XXXII                                                | Luján de Cuyo, Mendoza                               | Pesquera Juancito                                    | 3-2 (t.s.)                                           | Mendoza de Regatas                                   | Sportivo José Meza                                   | 4-3                                                  | Club Simón Bolívar                                   |
| 2010                                                            | XXXIII                                               | Melo, Cerro Largo                                    | Sportivo José Meza                                   | 3-1                                                  | Club Gomería Los Amigos                              | Mendoza de Regatas                                   | 4-2                                                  | Clear Futsal                                         |
| 2011                                                            | –                                                    | No se disputó.                                       | No se disputó.                                       | No se disputó.                                       | No se disputó.                                       | No se disputó.                                       | No se disputó.                                       | No se disputó.                                       |
| 2012                                                            | XXXIV                                                | Asunción                                             | Unasur                                               | 4-1                                                  | Sportivo José Meza                                   | Villa Pearson                                        | 2-2 (10-9) (p.)                                      | Mendoza de Regatas                                   |

### Palmarés Era Sudamericana
| Equipo                 | Campeón                    | Subcampeón | Tercer lugar | Cuarto lugar |
| ---------------------- | -------------------------- | ---------- | ------------ | ------------ |
| Perdigão Jupará        | 4 (1987, 1988, 1989, 1990) |            |              |              |
| Bradesco Irecê         | 3 (1984, 1985, 1986)       |            |              |              |
| Club Sport Colonial    | 3 (1991, 1992, 1993)       |            |              |              |
| Rubio Ñu               | 3 (1997, 1998, 1999)       |            |              |              |
| Sumov Atlético Clube   | 2 (1976, 1980)             |            | 1 (1982)     |              |
| General Garay          | 2 (1994, 1995)             |            |              | 1 (1996)     |
| Palmeiras              | 2 (1970, 1972)             |            |              |              |
| Star's Club            | 1 (1974)                   |            |              |              |
| San Alfonso            | 1 (1982)                   |            |              |              |
| Nacional               | 1 (1996)                   |            |              |              |
| Platense               |                            | 1 (1974)*  |              |              |
| Amambay                |                            | 1 (1982)   |              |              |
| Club I.P.V.            |                            | 1 (1991)   |              |              |
| Jerusalem              |                            | 1 (1995)   |              |              |
| San Antonio            |                            | 1 (1996)   |              |              |
| Switf Topper           |                            | 1 (1997)*  |              |              |
| Deportbello            |                            | 1 (1998)*  |              |              |
| Sport Colonial         |                            | 1 (1999)*  |              |              |
| Otaza Futsal           |                            |            | 1 (1993)     |              |
| San Martín             |                            |            | 1 (1995)     |              |
| I.I.A.S.A. Caterpillar |                            |            | 1 (1996)     |              |
| Deportivo Colón        |                            |            |              | 1 (1995)     |

- Se desconoce en que posiciones ubicaron esos clubes.

### Títulos países Era Sudamericana
| Equipo    | Campeón                                                               | Subcampeón            | Tercer lugar | Cuarto lugar   |
| --------- | --------------------------------------------------------------------- | --------------------- | ------------ | -------------- |
| Brasil    | 11 (1970, 1972, 1976, 1980, 1984, 1985, 1986, 1987, 1988, 1989, 1990) | 1 (1997)*             | 1 (1982)     |                |
| Paraguay  | 10 (1974, 1982, 1991, 1992, 1993, 1994, 1995, 1997, 1998, 1999)       | 3 (1982, 1996, 1999*) |              | 2 (1995, 1996) |
| Uruguay   | 1 (1996)                                                              | 1 (1974)*             |              |                |
| Argentina |                                                                       | 1 (1991)              | 1 (1995)     |                |
| Bolivia   |                                                                       | 1 (1995)              |              |                |
| Colombia  |                                                                       | 1 (1998)*             |              |                |
| Venezuela |                                                                       |                       | 1 (1993)     |                |
| Ecuador   |                                                                       |                       | 1 (1996)     |                |

### Palmarés Era Panamericana
| Equipo                        | Campeón                    | Subcampeón | Tercer lugar | Cuarto lugar |
| ----------------------------- | -------------------------- | ---------- | ------------ | ------------ |
| Rubio Ñu                      | 4 (2000, 2001, 2002, 2003) |            |              |              |
| Cereales del Este (CRE)       |                            | 1 (2000)   |              |              |
| Club Sport Colonial           |                            | 1 (2001)   |              |              |
| Los Abstemios                 |                            | 1 (2002)   |              |              |
| Olimpia                       |                            | 1 (2003)   |              |              |
| Universidad Nacional de Cuyo  |                            |            | 1 (2000)     |              |
| Sporting 99 Neiva             |                            |            | 1 (2002)     |              |
| Club Mutual Crucero del Norte |                            |            | 1 (2003)     |              |
| General Eloy Alfaro           |                            |            |              | 1 (2000)     |
| Pirañas de Guayana            |                            |            |              | 1 (2002)     |
| AACN Parecis                  |                            |            |              | 1 (2003)     |

### Títulos países Era Panamericana
| Equipo    | Campeón                    | Subcampeón     | Tercer lugar   | Cuarto lugar |
| --------- | -------------------------- | -------------- | -------------- | ------------ |
| Paraguay  | 4 (2000, 2001, 2002, 2003) | 2 (2001, 2003) |                |              |
| Bolivia   |                            | 1 (2000)       |                |              |
| Uruguay   |                            | 1 (2002)       |                |              |
| Argentina |                            |                | 2 (2000, 2003) |              |
| Colombia  |                            |                | 1 (2002)       |              |
| Ecuador   |                            |                |                | 1 (2000)     |
| Venezuela |                            |                |                | 1 (2002)     |
| Brasil    |                            |                |                | 1 (2003)     |

### Palmarés Era Panamericana Zona Sur
| Equipo                               | Campeón     | Subcampeón        | Tercer lugar         | Cuarto lugar         |
| ------------------------------------ | ----------- | ----------------- | -------------------- | -------------------- |
| Club Gomería Los Amigos              | 1 (2009)    | 2 (2007, 2010-II) |                      |                      |
| Club Simón Bolívar                   | 1 (2005)    | 1 (2009)          | 3 (2004, 2006, 2007) | 1 (2010-I)           |
| Sportivo José Meza                   | 1 (2010-II) | 1 (2012)          | 1 (2010-I)           |                      |
| Cooperativa Rural de Electrificación | 1 (2006)    | 1 (2005)          |                      |                      |
| Universidad Nacional de Rosario      | 1 (2004)    |                   | 1 (2005)             |                      |
| Casino Club                          | 1 (2007)    |                   | 1 (2009)             |                      |
| Pesquera Juancito                    | 1 (2010-I)  |                   |                      |                      |
| Unasur                               | 1 (2012)    |                   |                      |                      |
| Club Regatas Mendoza                 |             | 1 (2010-I)        | 1 (2010-II)          | 3 (2004, 2005, 2012) |
| Asociación Ucraniana                 |             | 1 (2004)          |                      |                      |
| Fomento de Barrio Obrero             |             | 1 (2006)          |                      |                      |
| Villa Pearson                        |             |                   | 1 (2012)             |                      |
| Clear Futsal                         |             |                   |                      | 2 (2009, 2010-II)    |
| Laboratorio Químico VHSR             |             |                   |                      | 1 (2006)             |
| Estrella Federal o Club Solis        |             |                   |                      | 1 (2007)             |

### Títulos países Era Panamericana Zona Sur
| Equipo    | Campeón                       | Subcampeón                                | Tercer lugar                  | Cuarto lugar                               |
| --------- | ----------------------------- | ----------------------------------------- | ----------------------------- | ------------------------------------------ |
| Paraguay  | 4 (2005, 2009, 2010-II, 2012) | 6 (2004, 2006, 2007, 2009, 2010-II, 2012) | 4 (2004, 2006, 2007, 2010-I)  | 1 (2010-I)                                 |
| Argentina | 3 (2004, 2007, 2010-I)        | 1 (2010-I)                                | 4 (2005, 2009, 2010-II, 2012) | 6 (2004, 2005, 2007*, 2009, 2010-II, 2012) |
| Bolivia   | 1 (2006)                      | 1 (2005)                                  |                               | 1 (2006)                                   |
| Uruguay   |                               |                                           |                               | 1 (2007)*                                  |

### Zona Sur
| Año       | Ciudad Anfitriona                      | Campeón                                | Resultado                              | Subcampeón                             | Tercer lugar                           | Resultado                              | Cuarto lugar                                         |
| --------- | -------------------------------------- | -------------------------------------- | -------------------------------------- | -------------------------------------- | -------------------------------------- | -------------------------------------- | ---------------------------------------------------- |
| 2013      | Godoy Cruz                             | Andes Talleres                         | 2-1                                    | Cerro Corá                             | Unasur                                 | 5-5 (3-2) (p.)                         | Itapúa Tenis Club                                    |
| 2014      | Asunción                               | Halcones Negros                        | 5-2                                    | Amigos Jave                            | Club Simón Bolívar                     | 4-1                                    | Clear Futsal                                         |
| 2015      | Miguelópolis                           | Unasur                                 | 4-3                                    | Miguelopolís                           | Club Simón Bolívar                     | 6-4                                    | Magallanes                                           |
| 2016      | Santos                                 | Colorado Jundiaí                       | 3-3 (4-3) (p.)                         | Club Simón Bolívar                     | Magallanes                             | -                                      | Los Abstemios                                        |
| 2017      | Mercedes                               | Estudiantil Porteño                    | 3-2                                    | Colorado Jundiaí                       | Atlético Norteño de Villeta            | 7-7 (2-1) (p.)                         | Los Abstemios                                        |
| 2018      | Comodoro Rivadavia                     | Estudiantil Porteño                    | 3-0                                    | Cementista                             | Colorado Jundiaí                       | 11-5                                   | Sportivo José Meza                                   |
| 2019      | Santa Cruz de la Sierra                | Fomento de Barrio Obrero               | 8-2                                    | Plastimi                               | Club Simón Bolívar                     | 3-1                                    | Villa Malcom                                         |
| 2020-2021 | No se disputó por Pandemia de COVID-19 | No se disputó por Pandemia de COVID-19 | No se disputó por Pandemia de COVID-19 | No se disputó por Pandemia de COVID-19 | No se disputó por Pandemia de COVID-19 | No se disputó por Pandemia de COVID-19 | No se disputó por Pandemia de COVID-19               |
| 2022      | Aparecida                              | Sportivo José Meza                     | Definido por el tribunal               | Desierto                               | Club Jave                              | Definido por el tribunal               | Club Simón Bolívar Colorado Jundiaí (Descalificados) |
| 2023      | Ñemby                                  | Sportivo José Meza                     | 2-1                                    | Remansito Futsal                       | Club Jave                              | 3-1                                    | Club Alianza F.S.                                    |
| 2024      | No se disputó                          | No se disputó                          | No se disputó                          | No se disputó                          | No se disputó                          | No se disputó                          | No se disputó                                        |
| 2025      | Maldonado                              | Club Albion B.B.C. Pan de Azúcar       | 3-1                                    | Universidad Privada Domingo Savio      | Arapotiense*                           | 8-7*                                   | C. S. y D. Independencia Florida*                    |
| 2026      | ?                                      | ?                                      | -                                      | ?                                      | ?                                      | -                                      | ?                                                    |

- En la edición de 2022, en la primera semifinal  Sportivo José Meza derrotó a  Club Jave 2-1 y accedió a la final. Entretanto  Club Simón Bolívar estaba empatando contra  Colorado FS 2-2 a falta de 10 segundos y en ese momento se presentó un gran incidente debido a una gran batalla campal entre los dos clubes que terminó en la cancelación del partido y suspensión de los dos equipos. Automáticamente esto contrajo que Sportivo José Meza quedará campeón de esta edición y que el Club Jave se quedara con en el tercer puesto, clasificando a la Copa de las Américas futsal AMF 2022 que originalmente se iba a llevar a cabo en mayo en Trujillo, Colombia.[51] Aunque luego de terminarse el torneo zona norte los cuatro equipos sudamericanos Caciques del Quindío, Faraones de Pitalito, Sportivo José Meza y Club Jave de Treinta y Tres en Calarcá en un cuadrangular final. Sin embargo el torneo se terminó cancelando por la división del fútbol de salón de la AMF vs. FIFUSA. Aunque se reemplazó el torneo para julio con otro formato, la Copa Sudamericana de Clubes de Fútbol de Salón 2022 que se realizó en Calarcá para sustituir la copa de las Américas que no se hizo y por una razones desconocidas los equipos de Sportivo José Meza y Club Jave de Treinta y Tres no asistieron a ese sudamericano sin conocerse la razón.

- En la edición de 2025 originalmente los clasificados a semifinales eran los equipos  Sportivo Alteño y  Club 29 de Septiembre. Sin embargo perdieron los partidos ante  Universidad Privada Domingo Savio y  Club Albion B.B.C. Pan de Azúcar respectivamente. Se desconoce la razón por la cual abandonaron el torneo aunque posiblemente la razón principal fue el altercado entre la afición local de Albion que agredieron a los jugadores paraguayos de 29 de Septiembre. Por esa razón la AMF decretó que el partido del quinto lugar entre  Arapotiense contra  Independencia sea por el del tercer lugar.

### Palmarés Sudamericano Zona Sur
| Equipo                            | Campeón         | Subcampeón | Tercer lugar         | Cuarto lugar   |
| --------------------------------- | --------------- | ---------- | -------------------- | -------------- |
| Sportivo José Meza                | 2 (2022*, 2023) |            |                      | 1 (2018)       |
| Estudiantil Porteño               | 2 (2017, 2018)  |            |                      |                |
| Colorado Jundiaí                  | 1 (2016)        | 1 (2017)   | 1 (2018)             | 1 (2022*)      |
| Unasur                            | 1 (2015)        |            | 1 (2013)             |                |
| Andes Talleres SC                 | 1 (2013)        |            |                      |                |
| Halcones Negros                   | 1 (2014)        |            |                      |                |
| Fomento de Barrio Obrero          | 1 (2019)        |            |                      |                |
| Club Albion B.B.C. Pan de Azúcar  | 1 (2025)        |            |                      |                |
| Club Simón Bolívar                |                 | 1 (2016)   | 3 (2014, 2015, 2019) | 1 (2022*)      |
| Cerro Corá                        |                 | 1 (2013)   |                      |                |
| Amigos Jave                       |                 | 1 (2014)   |                      |                |
| Miguelopolis                      |                 | 1 (2015)   |                      |                |
| Cementista                        |                 | 1 (2018)   |                      |                |
| Plastimi                          |                 | 1 (2019)   |                      |                |
| Remansito Futsal                  |                 | 1 (2023)   |                      |                |
| Universidad Privada Domingo Savio |                 | 1 (2025)   |                      |                |
| Club Jave                         |                 |            | 2 (2022*, 2023)      |                |
| Magallanes                        |                 |            | 1 (2016)             | 1 (2015)       |
| Atlético Norteño de Villeta       |                 |            | 1 (2017)             |                |
| Arapotiense                       |                 |            | 1 (2025*)            |                |
| Los Abstemios                     |                 |            |                      | 2 (2016, 2017) |
| Itapúa Tenis Club                 |                 |            |                      | 1 (2013)       |
| Villa Malcom                      |                 |            |                      | 1 (2019)       |
| Club Alianza F.S                  |                 |            |                      | 1 (2023)       |
| C. S. y D. Independencia Florida  |                 |            |                      | 1 (2025*)      |

- En la edición de 2022 en las semifinales,  Sportivo José Meza derrotó a  Club Jave 2-1 y accedió a la final. Entretanto  Club Simón Bolívar estaba empatando contra  Colorado FS 2-2 a falta de 10 segundos y en ese momento se presentó un gran incidente debido a una gran batalla campal entre los dos clubes que terminó en la cancelación del partido y suspensión de los dos equipos. Automáticamente esto contrajo que Sportivo José Meza quedará campeón de esta edición y que el Club Jave se colocara en el tercer puesto, clasificando a la Copa de las Américas futsal AMF 2022 en Trujillo Colombia que originalmente se iba a llevar a cabo en mayo.[51] Aunque luego de terminarse el torneo zona norte los cuatro equipos sudamericanos Caciques del Quindío, Faraones de Pitalito, Sportivo José Meza y Club Jave de Treinta y Tres en Calarcá en un cuadrangular final. Sin embargo el torneo se terminó cancelando por la división del fútbol de salón de la AMF vs. FIFUSA. Aunque se reemplazó el torneo para julio con otro formato, la Copa Sudamericana de Clubes de Fútbol de Salón 2022 que se realizó en Calarcá para sustituir la copa de las Américas que no se hizo y por una razones desconocidas los equipos de Sportivo José Meza y Club Jave de Treinta y Tres no asistieron a ese sudamericano sin conocerse la razón.

- En la edición de 2025 originalmente los clasificados a semifinales eran los equipos  Sportivo Alteño y  Club 29 de Septiembre. Sin embargo perdieron los partidos ante  Universidad Privada Domingo Savio y  Club Albion B.B.C. Pan de Azúcar respectivamente. Se desconoce la razón por la cual abandonaron el torneo aunque posiblemente el motivo principal fue el altercado entre la afición local de Albion que agredieron a los jugadores paraguayos de 29 de Septiembre. Por esa razón la AMF decretó que el partido del quinto lugar entre  Arapotiense contra  Independencia sea por el del tercer lugar.

### Títulos países Era Sudamericana Zona Sur
| Equipo    | Campeón                           | Subcampeón           | Tercer lugar                     | Cuarto lugar                     |
| --------- | --------------------------------- | -------------------- | -------------------------------- | -------------------------------- |
| Paraguay  | 5 (2014, 2015, 2019, 2022*, 2023) | 3 (2013, 2016, 2023) | 5 (2013, 2014, 2015, 2017, 2019) | 2 (2018, 2022*)                  |
| Argentina | 3 (2013, 2017, 2018)              | 2 (2018, 2019)       | 1 (2016)                         | 2 (2013, 2015)                   |
| Brasil    | 1 (2016)                          | 2 (2015, 2017)       | 2 (2018, 2025)                   | 1 (2022*)                        |
| Uruguay   | 1 (2025)                          | 1 (2014)             | 2 (2022* 2023)                   | 5 (2016, 2017, 2019, 2023, 2025) |
| Bolivia   |                                   | 1 (2025)             |                                  |                                  |

### Zona Norte
| Año            | Ciudad Anfitriona                      | Campeón                                         | Resultado                              | Subcampeón                                      | Tercer lugar                           | Resultado                              | Cuarto lugar                           |
| -------------- | -------------------------------------- | ----------------------------------------------- | -------------------------------------- | ----------------------------------------------- | -------------------------------------- | -------------------------------------- | -------------------------------------- |
| 2004           | Lima                                   | Deporcentro Casuarinas                          | 8-5                                    | Industriales Fundadeporte                       | Club Deportivo Bello                   | 5-0                                    | Liceo San Antonio                      |
| 2005           | Lima                                   | Deportivo Universidad Gran Mariscal de Ayacucho | -                                      | Deporcentro Casuarinas                          | Deportiva Pereida                      | No se disputó                          | Club Jair Nato                         |
| 2006           | Barquisimeto                           | Industriales Fundadeporte                       | 10-5                                   | Deportivo Universidad Gran Mariscal de Ayacucho | Piratas Futsal                         | 3-2                                    | Deportiva Pereida                      |
| 2008           | Cumaná                                 | Estudiantes de Zulía                            | Ronda Única                            | Piratas Crazy Car                               | Delfines de Cumaná                     | Ronda Única 5-3                        | Cevichería Sur                         |
| 2009           | Valera, Trujillo                       | Trujillanos Futsal                              | Ronda Única 4-3                        | Estudiantes de Zulía                            | Club Deportivo Casanare                | Ronda Única                            | Toronto Futsal o Club San Lucas        |
| 2010           | Maracaibo                              | Se canceló                                      | Se canceló                             | Se canceló                                      | Se canceló                             | Se canceló                             | Se canceló                             |
| 2011-2012-2013 | No se disputó                          | No se disputó                                   | No se disputó                          | No se disputó                                   | No se disputó                          | No se disputó                          | No se disputó                          |
| 2014           | Barrancabermeja                        | Barrancabermeja CF                              | Ronda Única 8-3                        | Huracanes de Apure                              | Talcahuano                             | Ronda Única 4-4                        | General Eloy Alfaro                    |
| 2015           | Armenia                                | Caciques del Quindío                            | 4-2                                    | Independiente Santander                         | Club Charcutería Emily                 | -                                      | Club Deportivo Gornik                  |
| 2016-2017      | No se disputó                          | No se disputó                                   | No se disputó                          | No se disputó                                   | No se disputó                          | No se disputó                          | No se disputó                          |
| 2018           | Cantón Paján                           | Caciques del Quindío                            | 2-1                                    | Visionarios de Sincelejo                        | Moda Anahí                             | 3-2                                    | Laboratorio Divino Niño                |
| 2019           | Calarcá                                | Caciques del Quindío                            | Ronda Única 3-1*                       | Ángeles de Bogotá                               | Delta te Quiero FS                     | Ronda Única                            | K&M Sport                              |
| 2020-2021      | No se disputó por Pandemia de COVID-19 | No se disputó por Pandemia de COVID-19          | No se disputó por Pandemia de COVID-19 | No se disputó por Pandemia de COVID-19          | No se disputó por Pandemia de COVID-19 | No se disputó por Pandemia de COVID-19 | No se disputó por Pandemia de COVID-19 |
| 2022           | Cusco                                  | Caciques del Quindío                            | 6-4                                    | Faraones de Pitalito                            | Club Deportivo Calfer                  | 7-6                                    | Potrillos Corazón                      |
| 2023           | Marsella                               | Caciques del Quindío                            | 1-0 (t.s.)                             | Tullis Vista Hermosa                            | Milagroso de Buga                      | 2-2 (3-1) (p.)                         | Ingesika Futsal                        |
| 2024           | Ibagué                                 | Caciques del Quindío                            | 4-0                                    | Tolima SyS Café                                 | Universidad Privada Domingo Savio      | 7-3                                    | C.D. Cusco Pem                         |
| 2025           | Ipiales                                | Solo Micro Ipiales F.S.                         | 7-3                                    | Team Perú                                       | Tartigradus F.S.C                      | 7-6                                    | Nariño F.S.                            |
| 2026           | Por definirse                          | Por definirse                                   | Por definirse                          | Por definirse                                   | Por definirse                          | Por definirse                          | Por definirse                          |

- En la edición de 2014 el equipo de  Barrancabermeja CF y el  Huracanes de Apure jugaban por el título en la última fecha ganando Barrancabermeja por 8-3 y el conjunto de  Talcahuano empató 4-4 ante la escuadra de  General Eloy Alfaro quedándose con el tercer lugar el Club chileno por diferencia de gol
- En la edición de 2019, los equipos Caciques del Quindío  y Ángeles de Bogotá  disputaban el último partido del cuadrangular de la fase regular del torneo. Si Caciques del Quindío ganaba, se coronaba campeón. En cambio, si el partido terminaba en empate o con victoria de Ángeles de Bogotá, este último avanzaría a la final contra Delta te Quiero FS . Bajo la misma lógica, si Caciques del Quindío resultaba vencedor, debía jugarse otro partido de final entre Caciques y Ángeles. Sin embargo, por cuestiones logísticas, se decidió no hacerlo ya que lo consideraron innecesario.

#### Zona Norte 2025
{{{2}}}

### Palmarés Sudamericano Zona Norte
| Equipo                                          | Campeón                                | Subcampeón | Tercer lugar | Cuarto lugar |
| ----------------------------------------------- | -------------------------------------- | ---------- | ------------ | ------------ |
| Caciques del Quindío                            | 6 (2015, 2018, 2019, 2022, 2023, 2024) |            |              |              |
| Deporcentro Casuarinas                          | 1 (2004)                               | 1 (2005)   |              |              |
| Deportivo Universidad Gran Mariscal de Ayacucho | 1 (2005)                               | 1 (2006)   |              |              |
| Industriales Fundadeporte                       | 1 (2006)                               | 1 (2004)   |              |              |
| Estudiantes de Zulía                            | 1 (2008)                               | 1 (2009)   |              |              |
| Trujillanos Futsal                              | 1 (2009)                               |            |              |              |
| Barrancabermeja CF                              | 1 (2014)                               |            |              |              |
| Solo Micro Ipiales F.S.                         | 1 (2025)                               |            |              |              |
| Piratas Crazy Car                               |                                        | 1 (2008)   |              |              |
| Huracanes de Apure                              |                                        | 1 (2014)   |              |              |
| Independiente Santander                         |                                        | 1 (2015)   |              |              |
| Visionarios de Sincelejo                        |                                        | 1 (2018)   |              |              |
| Ángeles de Bogotá                               |                                        | 1 (2019)   |              |              |
| Faraones de Pitalito                            |                                        | 1 (2022)   |              |              |
| Tullis Vista Hermosa                            |                                        | 1 (2023)   |              |              |
| Tolima SyS Café                                 |                                        | 1 (2024)   |              |              |
| Team Perú                                       |                                        | 1 (2025)   |              |              |
| Deportiva Pereida                               |                                        |            | 1 (2005)     | 1 (2006)     |
| Club Deportivo Bello                            |                                        |            | 1 (2004)     |              |
| Piratas Futsal                                  |                                        |            | 1 (2006)     |              |
| Delfines de Cumaná                              |                                        |            | 1 (2008)     |              |
| Club Casanare                                   |                                        |            | 1 (2009)     |              |
| Talcahuano                                      |                                        |            | 1 (2014)     |              |
| Club Charcutería Emily                          |                                        |            | 1 (2015)     |              |
| Moda Anahí                                      |                                        |            | 1 (2018)     |              |
| Delta te Quiero FS                              |                                        |            | 1 (2019)     |              |
| Club Deportivo Calfer                           |                                        |            | 1 (2022)     |              |
| Milagroso de Buga                               |                                        |            | 1 (2023)     |              |
| Universidad Privada Domingo Savio               |                                        |            | 1 (2024)     |              |
| Tartigradus F.S.C                               |                                        |            | 1 (2025)     |              |
| Liceo San Antonio                               |                                        |            |              | 1 (2004)     |
| Club Jair Nato                                  |                                        |            |              | 1 (2005)     |
| Cevichería Sur                                  |                                        |            |              | 1 (2008)     |
| Toronto Futsal o Club San Lucas                 |                                        |            |              | 1 (2009)     |
| General Eloy Alfaro                             |                                        |            |              | 1 (2014)     |
| Club Deportivo Gornik                           |                                        |            |              | 1 (2015)     |
| Laboratorio Divino Niño                         |                                        |            |              | 1 (2018)     |
| K&M Sport                                       |                                        |            |              | 1 (2019)     |
| Potrillos Corazón                               |                                        |            |              | 1 (2022)     |
| Ingesika Futsal                                 |                                        |            |              | 1 (2023)     |
| C.D. Cusco Pem                                  |                                        |            |              | 1 (2024)     |
| Nariño F.S.                                     |                                        |            |              | 1 (2025)     |

### Títulos Países Era Sudamericana Zona Norte
| Equipo                | Campeón                                            | Subcampeón                                   | Tercer lugar               | Cuarto lugar                     |
| --------------------- | -------------------------------------------------- | -------------------------------------------- | -------------------------- | -------------------------------- |
| Colombia              | 8 (2014, 2015, 2018, 2019, 2022, 2023, 2024, 2025) | 7 (2008, 2018, 2015, 2019, 2022, 2023, 2024) | 4 (2004, 2006, 2009, 2023) | 1 (2025)                         |
| Venezuela             | 4 (2005, 2006, 2008, 2009)                         | 4 (2004, 2006, 2009, 2014)                   | 3 (2008, 2015, 2019)       | 1 (2023)                         |
| Perú                  | 1 (2004)                                           | 1 (2005)                                     | 2 (2022, 2025)             | 3 (2019, 2022, 2024)             |
| Ecuador               |                                                    |                                              | 1 (2018)                   | 5 (2005, 2008, 2014, 2015, 2018) |
| Canadá                |                                                    |                                              | 1 (2005)                   | 2 (2006, 2008)*                  |
| Bolivia               |                                                    |                                              | 1 (2024)                   |                                  |
| México                |                                                    |                                              | 1 (2025)                   |                                  |
| Costa Rica            |                                                    |                                              |                            | 1 (2004)                         |
| Antillas Neerlandesas |                                                    |                                              |                            | 1 (2008)*                        |

### Copa de las Américas — Final/Desafío Sudamericano
| Año       | Ciudad Anfitriona                      | Campeón                                | Resultado                              | Subcampeón                             | Tercer lugar                           | Resultado                              | Cuarto lugar                                    |
| --------- | -------------------------------------- | -------------------------------------- | -------------------------------------- | -------------------------------------- | -------------------------------------- | -------------------------------------- | ----------------------------------------------- |
| 2005      | Lima                                   | Deporcentro Casuarinas                 | Ronda Única 3-2                        | Industriales Fundadeporte              | Universidad Nacional de Rosario        | Ronda Única 5-1                        | Asociación Ucraniana                            |
| 2006      | Santa Cruz de la Sierra                | Cooperativa Rural de Electrificación   | Ronda Única                            | Deportivo Casuarinas                   | Club Simón Bolívar                     | Ronda Única                            | Deportivo Universidad Gran Mariscal de Ayacucho |
| 2007-2013 | No se disputó                          | No se disputó                          | No se disputó                          | No se disputó                          | No se disputó                          | No se disputó                          | No se disputó                                   |
| 2014      | Barrancabermeja Mendoza                | Barrancabermeja CF                     | 2-2 4-0                                | Andes Talleres SC                      |                                        |                                        |                                                 |
| 2015      | Armenia                                | Halcones Negros                        | 4-1                                    | Caciques del Quindío                   | Independiente Santander                | 5-2                                    | Amigos Jave                                     |
| 2016      | No se disputó                          | No se disputó                          | No se disputó                          | No se disputó                          | No se disputó                          | No se disputó                          | No se disputó                                   |
| 2017      | Buga                                   | Milagroso de Buga                      | Ronda Única                            | Taz Santander                          | Colorado Jundiaí                       | Ronda Única                            | Club Simón Bolívar                              |
| 2018      | Sincelejo                              | Caciques del Quindío                   | 3-1                                    | Visionarios de Sincelejo               | Estudiantil Porteño                    | 4-3 (t.s.)                             | Colorado Jundiaí                                |
| 2019      | Mendoza Calarcá                        | Ángeles de Bogotá                      | 5-4                                    | Caciques del Quindío                   | Estudiantil Porteño                    | 5-4                                    | Cementista                                      |
| 2020-2021 | No se disputó por Pandemia de COVID-19 | No se disputó por Pandemia de COVID-19 | No se disputó por Pandemia de COVID-19 | No se disputó por Pandemia de COVID-19 | No se disputó por Pandemia de COVID-19 | No se disputó por Pandemia de COVID-19 | No se disputó por Pandemia de COVID-19          |
| 2022      | Calarcá                                | Club 12 de Junio                       | 5-4                                    | Faraones de Pitalito                   | Caciques del Quindío                   | 1-0                                    | Mundo Factory                                   |
| 2023      | Calarcá                                | Sportivo José Meza                     | 8-6                                    | Caciques del Quindío                   |                                        |                                        |                                                 |
| 2024      | No se disputó                          | No se disputó                          | No se disputó                          | No se disputó                          | No se disputó                          | No se disputó                          | No se disputó                                   |
| 2025      | Por definirse                          | Por definirse                          | Por definirse                          | Por definirse                          | Por definirse                          | Por definirse                          | Por definirse                                   |

### Palmarés Copa de las Américas — Final/Desafío Sudamericano
| Equipo                                          | Campeón  | Subcampeón           | Tercer lugar   | Cuarto lugar |
| ----------------------------------------------- | -------- | -------------------- | -------------- | ------------ |
| Caciques del Quindío                            | 1 (2018) | 3 (2015, 2019, 2023) | 1 (2022)       |              |
| Deporcentro Casuarinas                          | 1 (2005) | 1 (2006)             |                |              |
| Barrancabermeja CF                              | 1 (2014) |                      |                |              |
| Halcones Negros                                 | 1 (2015) |                      |                |              |
| Milagroso de Buga                               | 1 (2017) |                      |                |              |
| Ángeles de Bogotá                               | 1 (2019) |                      |                |              |
| Club 12 de Junio                                | 1 (2022) |                      |                |              |
| Sportivo José Meza                              | 1 (2023) |                      |                |              |
| Cooperativa Rural de Electrificación            | 1 (2006) |                      |                |              |
| Industriales Fundadeporte                       |          | 1 (2005)             |                |              |
| Andes Talleres SC                               |          | 1 (2014)             |                |              |
| Taz Santander                                   |          | 1 (2017)             |                |              |
| Visionarios de Sincelejo                        |          | 1 (2018)             |                |              |
| Faraones Pitalito                               |          | 1 (2022)             |                |              |
| Estudiantil Porteño                             |          |                      | 2 (2018, 2019) |              |
| Club Simón Bolívar                              |          |                      | 1 (2006)       | 1 (2017)     |
| Colorado Jundiaí                                |          |                      | 1 (2017)       | 1 (2018)     |
| Universidad Nacional de Rosario                 |          |                      | 1 (2005)       |              |
| Independiente Santander                         |          |                      | 1 (2015)       |              |
| Asociación Ucraniana                            |          |                      |                | 1 (2005)     |
| Deportivo Universidad Gran Mariscal de Ayacucho |          |                      |                | 1 (2006)     |
| Amigos Jave                                     |          |                      |                | 1 (2015)     |
| Cementista                                      |          |                      |                | 1 (2019)     |
| Mundo Factory                                   |          |                      |                | 1 (2022)     |

### Títulos países Copa de las Américas — Final/Desafío Sudamericano
| Equipo    | Campeón                    | Subcampeón                             | Tercer lugar         | Cuarto lugar        |
| --------- | -------------------------- | -------------------------------------- | -------------------- | ------------------- |
| Colombia  | 4 (2014, 2017, 2018, 2019) | 6 (2015, 2017, 2018, 2019, 2022, 2023) | 2 (2015, 2022)       |                     |
| Paraguay  | 3 (2015, 2022, 2023)       |                                        | 1 (2006)             | 3 (2005, 2017 2022) |
| Perú      | 1 (2005)                   | 1 (2006)                               |                      |                     |
| Bolivia   | 1 (2006)                   |                                        |                      |                     |
| Argentina |                            | 1 (2014)                               | 3 (2005, 2018, 2019) | 1 (2019)            |
| Venezuela |                            | 1 (2005)                               |                      | 1 (2006, 2022)      |
| Brasil    |                            |                                        | 1 (2017)             | 1 (2018)            |
| Uruguay   |                            |                                        |                      | 1 (2015)            |

## Palmarés

### Palmarés Total
| Equipo                                          | Campeón                                      | Subcampeón           | Tercer lugar               | Cuarto lugar         |
| ----------------------------------------------- | -------------------------------------------- | -------------------- | -------------------------- | -------------------- |
| Caciques del Quindío                            | 7 (2015, 2018, 2018, 2019, 2022, 2023, 2024) | 3 (2015, 2019, 2023) | 1 (2022)                   |                      |
| Rubio Ñu                                        | 7 (1997, 1998, 1999, 2000, 2001, 2002, 2003) |                      |                            |                      |
| Perdigão Jupará                                 | 4 (1987, 1988, 1989, 1990)                   |                      |                            |                      |
| Sportivo José Meza                              | 4 (2010-II, 2022, 2023, 2023)                |                      |                            |                      |
| Club Sport Colonial                             | 3 (1991, 1992, 1993)                         | 2* (2001, 1999*)     |                            |                      |
| Bradesco Irecê                                  | 3 (1984, 1985, 1986)                         |                      |                            |                      |
| Deporcentro Casuarinas                          | 2 (2004, 2005)                               | 1 (2005)             |                            |                      |
| Cooperativa Rural de Electrificación            | 2 (2006, 2006)                               | 1 (2005)             |                            |                      |
| Estudiantil Porteño                             | 2 (2017, 2018)                               |                      | 2 (2018, 2019)             |                      |
| Sumov Atlético Clube                            | 2 (1976, 1980)                               |                      | 1 (1982)                   |                      |
| General Garay                                   | 2 (1994, 1995)                               |                      |                            | 1 (1996)             |
| Palmeiras                                       | 2 (1970, 1972)                               |                      |                            |                      |
| Unasur                                          | 2 (2012, 2015)                               |                      |                            |                      |
| Barrancabermeja CF                              | 2 (2014, 2014)                               |                      |                            |                      |
| Halcones Negros                                 | 2 (2014, 2015)                               |                      |                            |                      |
| Industriales Fundadeporte                       | 1 (2006)                                     | 2 (2004, 2005)       |                            |                      |
| Club Gomería Los Amigos                         | 1 (2009)                                     | 2 (2007, 2010-II)    |                            |                      |
| Club Simón Bolívar                              | 1 (2005)                                     | 1 (2016)             | 4 (2006, 2014, 2015, 2019) | 2 (2017, 2022*)      |
| Colorado Jundiaí                                | 1 (2016)                                     | 1 (2017)             | 1 (2018)                   | 1 (2022*)            |
| Deportivo Universidad Gran Mariscal de Ayacucho | 1 (2005)                                     | 1 (2006)             |                            | 1 (2006)             |
| Estudiantes de Zulía                            | 1 (2008)                                     | 1 (2009)             |                            |                      |
| Andes Talleres SC                               | 1 (2013)                                     | 1 (2014)             |                            |                      |
| Fomento de Barrio Obrero                        | 1 (2019)                                     | 1 (2006)             |                            |                      |
| Ángeles de Bogotá                               | 1 (2019)                                     | 1 (2019)             |                            |                      |
| Casino Club                                     | 1 (2007)                                     |                      | 1 (2009)                   |                      |
| Milagroso de Buga                               | 1 (2017)                                     |                      | 1 (2023)                   |                      |
| Star's Club                                     | 1 (1974)                                     |                      |                            |                      |
| San Alfonso                                     | 1 (1982)                                     |                      |                            |                      |
| Nacional                                        | 1 (1996)                                     |                      |                            |                      |
| Universidad Nacional de Rosario                 | 1 (2004)                                     |                      |                            |                      |
| Pesquera Juancito                               | 1 (2010-I)                                   |                      |                            |                      |
| Trujillanos Futsal                              | 1 (2009)                                     |                      |                            |                      |
| Club 12 de Junio                                | 1 (2022)                                     |                      |                            |                      |
| Club Albion B.B.C. Pan de Azúcar                | 1 (2025)                                     |                      |                            |                      |
| Solo Micro Ipiales F.S.                         | 1 (2025)                                     |                      |                            |                      |
| Visionarios de Sincelejo                        |                                              | 2 (2018, 2018)       |                            |                      |
| Faraones Pitalito                               |                                              | 2 (2022, 2022)       |                            |                      |
| Club Regatas Mendoza                            |                                              | 1 (2010-I)           | 1 (2010-II                 | 3 (2004, 2005, 2012) |
| Independiente Santander                         |                                              | 1 (2015)             | 1 (2015)                   |                      |
| Universidad Privada Domingo Savio               |                                              | 1 (2025)             | 1 (2024)                   |                      |
| Los Abstemios                                   |                                              | 1 (2002)             |                            | 2 (2016, 2017)       |
| Amigos Jave                                     |                                              | 1 (2014)             |                            | 1 (2015)             |
| Cementista                                      |                                              | 1 (2018)             |                            | 1 (2019)             |
| Platense                                        |                                              | 1 (1974)*            |                            |                      |
| Amambay                                         |                                              | 1 (1982)             |                            |                      |
| Club I.P.V.                                     |                                              | 1 (1991)             |                            |                      |
| Jerusalem                                       |                                              | 1 (1995)             |                            |                      |
| San Antonio                                     |                                              | 1 (1996)             |                            |                      |
| Switf Topper                                    |                                              | 1 (1997)*            |                            |                      |
| Deportbello                                     |                                              | 1 (1998)*            |                            |                      |
| Cereales del Este (CRE)                         |                                              | 1 (2000)             |                            |                      |
| Olimpia                                         |                                              | 1 (2003)             |                            |                      |
| Asociación Ucraniana                            |                                              | 1 (2004)             |                            |                      |
| Piratas Crazy Car                               |                                              | 1 (2008)             |                            |                      |
| Cerro Corá                                      |                                              | 1 (2013)             |                            |                      |
| Huracanes de Apure                              |                                              | 1 (2014)             |                            |                      |
| Miguelopolis                                    |                                              | 1 (2015)             |                            |                      |
| Taz Santander                                   |                                              | 1 (2017)             |                            |                      |
| Plastimi                                        |                                              | 1 (2019)             |                            |                      |
| Remansito Futsal                                |                                              | 1 (2023)             |                            |                      |
| Tullis Vista Hermosa                            |                                              | 1 (2023)             |                            |                      |
| Tolima SyS Café                                 |                                              | 1 (2024)             |                            |                      |
| Team Perú                                       |                                              | 1 (2025)             |                            |                      |
| Club Jave                                       |                                              |                      | 2 (2022*, 2023)            |                      |
| Deportiva Pereida                               |                                              |                      | 1 (2005)                   | 1 (2006)             |
| Magallanes                                      |                                              |                      | 1 (2016)                   | 1 (2015)             |
| Otaza Futsal                                    |                                              |                      | 1 (1993)                   |                      |
| San Martín                                      |                                              |                      | 1 (1995)                   |                      |
| I.I.A.S.A Caterpillar                           |                                              |                      | 1 (1996)                   |                      |
| Universidad Nacional de Cuyo                    |                                              |                      | 1 (2000)                   |                      |
| Sporting 99 Neiva                               |                                              |                      | 1 (2002)                   |                      |
| Crucero del Norte                               |                                              |                      | 1 (2003)                   |                      |
| Delfines de Cumaná                              |                                              |                      | 1 (2008)                   |                      |
| Club Casanare                                   |                                              |                      | 1 (2009)                   |                      |
| Villa Pearson                                   |                                              |                      | 1 (2012)                   |                      |
| Talcahuano                                      |                                              |                      | 1 (2014)                   |                      |
| Club Charcutería Emily                          |                                              |                      | 1 (2015)                   |                      |
| Atlético Norteño de Villeta                     |                                              |                      | 1 (2017)                   |                      |
| Moda Anahí                                      |                                              |                      | 1 (2018)                   |                      |
| Delta te Quiero FS                              |                                              |                      | 1 (2019)                   |                      |
| Club Deportivo Calfer                           |                                              |                      | 1 (2022)                   |                      |
| Arapotiense                                     |                                              |                      | 1 (2025)*                  |                      |
| Tartigradus F.S.C                               |                                              |                      | 1 (2025)                   |                      |
| General Eloy Alfaro                             |                                              |                      |                            | 2 (2000, 2014)       |
| Clear Futsal                                    |                                              |                      |                            | 2 (2009, 2010-II)    |
| Deportivo Colón                                 |                                              |                      |                            | 1 (1995)             |
| Pirañas de Guayana                              |                                              |                      |                            | 1 (2002)             |
| AACN Parecis                                    |                                              |                      |                            | 1 (2003)             |
| VHSR                                            |                                              |                      |                            | 1 (2006)             |
| Estrella Federal o Club Solis                   |                                              |                      |                            | 1 (2007)             |
| Cevichería Sur                                  |                                              |                      |                            | 1 (2008)             |
| Toronto Futsal o Club San Lucas                 |                                              |                      |                            | 1 (2009)             |
| Itapúa Tenis Club                               |                                              |                      |                            | 1 (2013)             |
| Laboratorio Divino Niño                         |                                              |                      |                            | 1 (2018)             |
| Villa Malcom                                    |                                              |                      |                            | 1 (2019)             |
| K&M Sport                                       |                                              |                      |                            | 1 (2019)             |
| Mundo Factory                                   |                                              |                      |                            | 1 (2022)             |
| Potrillos Corazón                               |                                              |                      |                            | 1 (2022)             |
| Club Alianza F.S.                               |                                              |                      |                            | 1 (2023)             |
| Ingesika Futsal                                 |                                              |                      |                            | 1 (2023)             |
| C.D. Cusco Pem                                  |                                              |                      |                            | 1 (2024)             |
| Independencia                                   |                                              |                      |                            | 1 (2025)*            |
| Nariño F.S.                                     |                                              |                      |                            | 1 (2025)             |

### Títulos por país
| Equipo                       | Campeón | Subcampeón                                                                               | Tercer lugar                                                | Cuarto lugar                                                 |
| ---------------------------- | --- | ---------------------------------------------------------------------------------------- | ----------------------------------------------------------- | ------------------------------------------------------------ |
| Paraguay                     | 26 (1974, 1982, 1991, 1992, 1993, 1994, 1995, 1997, 1998, 1999, 2000, 2001, 2002, 2003, 2005, 2009, 2010-II, 2012, 2014, 2015, 2015, 2019, 2022, 2022, 2023, 2023) | 12 (1982, 1996, 1999*, 2001, 2003, 2004, 2006, 2007, 2010-II, 2013, 2016, 2023)          | 5 (2006, 2014, 2015, 2017, 2019)                            | 4 (1995, 1996, 2017, 2022*)                                  |
| Colombia                     | 12 (2014, 2014, 2015, 2017, 2018, 2018, 2019, 2019, 2022, 2023, 2024, 2025)                                                                                        | 14 (1998*, 2008, 2015, 2015, 2017, 2018, 2018, 2019, 2019, 2022, 2022, 2023, 2023, 2024) | 5 (2002, 2009, 2015, 2022, 2023)                            | 1 (2025)                                                     |
| Brasil                       | 12 (1970, 1972, 1976, 1980, 1984, 1985, 1986, 1987, 1988, 1989, 1990, 2016)                                                                                        | 2 (1997*, 2017)                                                                          | 3 (1982, 2018, 2025*)                                       | 2 (2003, 2022*)                                              |
| Argentina                    | 6 (2004, 2007, 2010-I 2013, 2017, 2018) | 5 (1991, 2010-I, 2014, 2018, 2019)                                                       | 9 (1995, 2000, 2003, 2009, 2010-II, 2012, 2016, 2018, 2019) | 9 (2004, 2005, 2007*, 2009, 2010-II, 2012, 2013, 2015, 2019) |
| Venezuela                    | 4 (2005, 2006, 2008, 2009) | 4 (2004, 2006, 2009, 2014)                                                               | 4 (1993, 2008, 2015, 2019)                                  | 4 (2002, 2008, 2022, 2023)                                   |
| Bolivia                      | 2 (2006, 2006) | 3 (2000, 2005, 2025)                                                                     | 1 (2024)                                                    | 1 (2006)                                                     |
| Perú                         | 2 (2004, 2005) | 2 (2005, 2025)                                                                           | 1 (2022)                                                    | 3 (2019, 2022, 2024)                                         |
| Uruguay                      | 2 (1996, 2025) | 2 (2002, 2014)                                                                           | 2 (2022*, 2023)                                             | 7 (2007*, 2015, 2016, 2017, 2019, 2023, 2025*)               |
| Ecuador                      | |                                                                                          | 2 (1996, 2018)                                              | 3 (2000, 2014, 2018)                                         |
| Chile                        | |                                                                                          | 1 (2014)                                                    |                                                              |
| México                       | |                                                                                          | 1 (2025)                                                    |                                                              |
| Canadá Antillas Neerlandesas | |                                                                                          |                                                             | 1 (2009)                                                     |